# Squadra volante (film)
Squadra volante è un film del 1974, diretto da Stelvio Massi.
Pellicola di produzione italiana riconducibile al filone del genere poliziottesco.

## Trama
A Pavia, la banda di un feroce bandito detto "il Marsigliese" assalta e rapina un'auto in cui sono custoditi centinaia di milioni di lire, lasciando a terra, tra l'altro, il cadavere di un poliziotto. Sul caso indaga l'ispettore della Interpol Tomas Ravelli, giunto da Marsiglia dove ha ricevuto una soffiata. A causa dei suoi metodi troppo drastici, Ravelli è  però osteggiato da parte del commissario Calò.
Grazie a un esame balistico, Ravelli scopre che proprio il Marsigliese, che cinque anni prima ha ucciso sua moglie e del quale intende vendicarsi, è responsabile dell'ultima rapina. Con l'aiuto del fedele brigadiere Lavagni, messo alla sua ruota da Calò per controllarlo, Tomas ben presto riesce a individuarlo.
Durante una colluttazione nel covo dei rapinatori muore Rino, l'autista del colpo. Gli altri, vestiti da preti, si recano nella casa di Rino per eliminare alcune prove che potrebbero incastrarli. Ravelli scopre il covo ormai abbandonato e il corpo di Rino, mentre la banda viene intercettata sull'autostrada.
Per scappare all'inseguimento, i componenti della banda cambiano vettura e si nascondono in una casa vicino a Rovigo. Eliminati i suoi complici, il Marsigliese si reca in una darsena sul Po per incontrare "il Tunisino", che dovrà portarlo all'estero. Nella scena finale la polizia ferma il Marsigliese il giorno della partenza. Ravelli, gettato il tesserino da poliziotto, uccide il Marsigliese ormai disarmato.

## Produzione
Il film venne girato per gli interni a Roma e per gli esterni a Pavia.

### Cast
È uno dei pochi film in cui Tomas Milian recita con la sua voce, senza essere doppiato. Ferruccio Amendola (che ne diventerà il doppiatore abituale) qui dà la voce a un personaggio secondario.

## Distribuzione
Distribuito nei cinema italiani il 24 aprile 1974, Squadra volante ha incassato complessivamente 985.981.000 lire dell'epoca.

## Collegamenti ad altre pellicole
Il film che il marsigliese guarda alla televisione è Il mio nome è Shangai Joe, pellicola che mischia il genere western con quello delle arti marziali. In tutti e due i film compare come attrice Carla Mancini.